# 大阪市立港南中学校
大阪市立港南中学校（おおさかしりつ こうなんちゅうがっこう）は、大阪府大阪市港区にある公立中学校。
当時の港区にあった2中学校（市岡中学校・港中学校）の学校規模が過大になったため、2校の校区を再編し、港区で3番目の中学校として1962年に1年生のみで新設開校した。
学校設置場所は当初は現在地よりもやや南の場所に予定されていたが、通学に不便という意見が出て現在地の建設に変更されたという経緯がある。学校敷地は、三十間堀川を埋め立てた場所に立地している。
校章は、学校所在地付近がかつて葦が生い茂る場所だったことと、パスカルの「人間は考える葦である」にもかけて、葦をデザインしたものとなっている。

## 沿革
- 1962年4月1日 - 大阪市立港南中学校として現在地に開校。
- 1962年7月9日 - 開校記念式典を実施。この日を創立記念日とする。

## 通学区域
- 大阪市立田中小学校、大阪市立三先小学校、大阪市立市岡小学校の通学区域。
  - 大阪市港区 石田2丁目・3丁目、田中1丁目-3丁目、夕凪1丁目・2丁目、福崎1丁目-3丁目、三先1丁目・2丁目、市岡1丁目-4丁目。

## 交通
- 地下鉄中央線 朝潮橋駅 東へ約1.1km。
- 大阪シティバス 港南中学校前バス停。

## 著名な出身者
- 松木平優太（プロ野球選手）中日ドラゴンズ